# 鈴木重子
鈴木重子（すずき しげこ、1965年10月14日- ）は、静岡県浜松市出身のボーカリスト。東京大学法学部卒業。数年、司法試験に挑むも挫折。1995年BMGビクターよりデビュー。ブルーノート・ニューヨークに、日本人ボーカリストとして初めて出演。平和の歌を集めるプロジェクト“Breath for Peace”の発起人。ふじのくに静岡大使。浜松市やらまいか大使。身長171cm。A型。

## ディスコグラフィー

### アルバム
1. 「Premiere」 プルミエール（1995年9月21日）BVCJ-37590
2. 「BRISA」 ブリーザ（1996年7月6日）BVCJ-37591
3. 「Winds Of My Heart」 ウィングス・オブ・マイ・ハート（1997年9月26日）BVCJ-646
4. 「Close Your Eyes」 クローズ・ユア・アイズ（1999年9月22日）BVCJ-34003
5. 「Just Beside You」 ジャスト・ビサイド・ユー（2000年9月20日）BVCJ-34009
6. 「My Best Friends」 マイ・ベスト・フレンズ（2001年9月27日）BVCJ-34014
7. 「A Breath of Silence」 ア・ブレス・オブ・サイレンス（2003年6月25日）BVCJ-37596
8. 「A Talk With The Wind」 トーク・ウィズ・ザ・ウィンド（2004年9月8日）BVCJ-37597
9. 「Silent Stories」 サイレント・ストーリーズ（2006年1月25日）BVCJ-34031
10. 「LOVE」 ラヴ（2007年6月20日）BVCJ-34033
11. 「with you」 ウィズユー（2011年1月26日）SICL-246
12. 「あかり」～こころを灯す、詩と音楽（朗読CD）（2012年4月15日）giraffe-01

### ベスト盤
1. 「Presenca」プレゼンサ～ザ・ベスト・オブ・鈴木重子（2002年7月24日）BVCJ-34020

### シングル
1. A DROP OF WATER（2001年9月5日）

### コンピレーション・オムニバス盤など
1. 「wish2～elaxing with Disney songs～」（2002年2月20日）AVCW-12268
2. 「アヴェ・マリア100%～Lux」（2002年10月20日）
3. 「フィーノ～ボサ・ノヴァ ソンブラ」（2003年6月25日）BVCM 31097
4. 「ベスト・オブ・トゥーツ・シールマンス」（2003年7月23日）BVCJ 37335
5. 「ベスト・オブ・ジャズ・ボッサ」（2003年7月23日）BVCJ 37336
6. 「Love The Earth」（2005年3月9日）WPCR-12034 地球,人間愛,平和,自然をテーマとした世界の様々なアーティストによるコンピレーション・アルバム
7. 「音のしずく」（2005年9月7日）DECD-0008 沖縄発のスローライフミュージック
8. 「from a distance」フロムアディスタンス（2009年）RSCG1048 浜田省吾作品カバーアルバム
9. 「リードオルガンに夢をのせて」（2012年11月）LMCD-1968 浜松市楽器博物館　コレクションシリーズ 42

その他

## DVD
1. 「GREAT JAZZ IN KOBE'96」（1997年11月21日）TEBM-66103　神戸国際会館のライブを完全集録したDVD主な出演者：ハンク・ジョーンズ、ロン・カーター等
2. 「火星のわが家」（2006年3月24日）ADE0631　鈴木重子主演。共演は、堺雅人、ちわきまゆみ、他

その他

## タイアップ
- 2010年「kiss for the earth」スペシャルバージョン（鈴木重子作詞、木住野佳子作曲：アルバム「with you」収録）が、「再春館製薬所」のCMに起用され、本人出演。

## 出演
- BSジャズ喫茶（NHK、司会）
- 火星のわが家（主演） DVD発売。
- 中学生日記（初のテレビドラマ出演。保健担当の野並先生役）
- 課外授業ようこそ先輩

### その他のテレビ番組
- ミュージックフェア21（フジテレビ）
- 僕らの音楽 -OUR MUSIC-（フジテレビ）
- 題名のない音楽会（テレビ朝日）

ほか多数

## 賞歴
- 1994年 日本ジャズヴォーカル賞 新人賞（ジャズワールド紙主催）
- 2000年 第15回日本ゴールドディスク大賞 ジャズ・アルバム・オブ・ザ・イアー（日本レコード協会主催）5thアルバム「JUST BESIDE YOU」
- 2000年 「浜松市教育文化奨励賞　浜松ゆかりの芸術家」受賞（浜松市）

## 著書
- 絵本「みきちゃんとブナの木」ともいき文庫
- エッセイ「天使のいる星で」講談社